# クローンサーン駅
クローンサーン駅（クローンサーンえき、タイ語:สถานีรถไฟปากคลองสาน）は、かつてタイ王国バンコク都クローンサーン区に存在した、タイ国有鉄道メークローン線の駅（廃駅）である。

## 概要
バンコク都内の渋滞緩和策として1961年1月1日に、クローンサーン駅 - ウォンウィアン・ヤイ駅(1.9km)間が廃止された。
廃止後もレールが取り外されることは無く、しばらくは車両をチャオプラヤー川を経由してマッカサン鉄道工場までの輸送の際使用された。
現在当駅跡地は「クローンサーン夜市」となり、廃線跡地は「チャルーンラット通り」となっている。
なお夜市となった敷地は2021年12月31日までに賃貸借契約が切れることになっており、再開発計画が持ち上がっている。

## 歴史
1905年1月4日に民営ターチーン鉄道としてクローンサーン駅 - マハーチャイ駅が開業した。その後1908年10月6日にメークローン鉄道と合併した。1926年2月12日にクローンサン駅- ワットサイ停車場が電化され、その後電化区間はバーンボーン停車場まで延伸したが1955年に電化区間は廃止された。廃止理由は電気設備の故障による。
1942年-1945年の第二次世界大戦中には、私鉄のメークローン鉄道は、軍事管理化（国の指揮下）に入り戦後1946年5月8日国有化されタイ国鉄の駅となった。
1961年1月1日に、クローンサーン駅-ウォンウィエンヤイ駅間が廃止され、当駅も廃止した。
- 1905年1月4日 【開業】 クローンサーン駅 - マハーチャイ駅
- 1908年10月6日 【合併】 メークローン鉄道とターチーン鉄道が合併
- 1926年2月12日 【電化】 クローンサーン駅 - ワットサイ停車場
- 1942年1月26日 【軍事指揮下】 メークローン鉄道軍事指揮下に入る
- 1945年10月25日 【民営化】 メークローン鉄道軍事指揮下解除
- 1946年5月8日 【国有化】 国がメークローン鉄道を200万バーツで購入
- 1955年 【電化廃止】 クローンサーン駅 - バーンボーン停車場
- 1961年1月1日 【廃止】 クローンサーン駅 - ウォンウィエンヤイ駅

## 駅周辺
- ミレニアム・ヒルトン・バンコク・ホテル